# Grancanariablåfink
Grancanariablåfink (Fringilla polatzeki) är en nyligen erkänd och mycket hotad tätting i familjen finkar som enbart förekommer på ön Gran Canaria i Kanarieöarna.

## Utbredning och systematik
Grancanariablåfink är endemisk för höglänta tallskogar på Gran Canaria, där den i nuläget endast förekommer i två områden: Reserva Natural Integral de Inagua-Ojeda-Pajonales och La Cumbre. Fram tills nyligen behandlades grancanariablåfinken och teneriffablåfinken som samma art, under namnet blåfink (F. teydea), och vissa gör det fortfarande. Morfologiska och genetiska studier har dock visat på substantiella skillnader i läten, utseende och DNA.

## Utseende

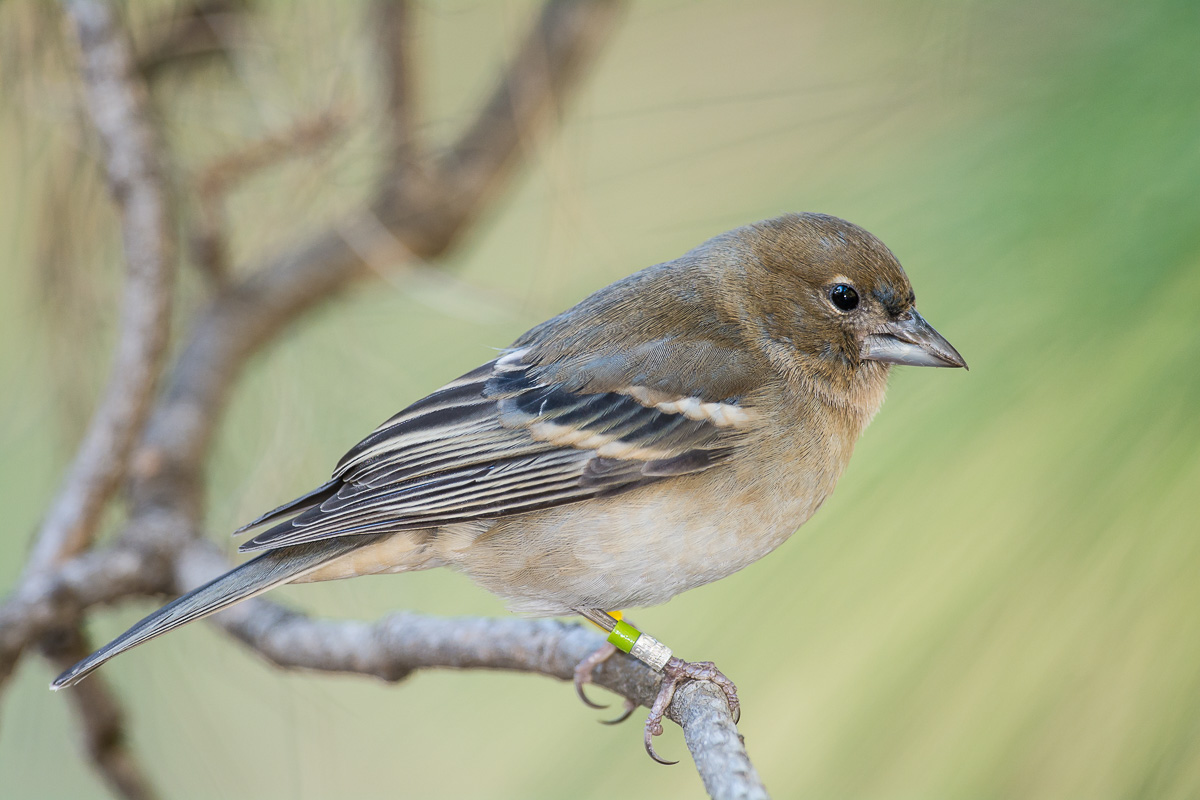
Hona grancanariablåfink.

Blåfinkar liknar bofinkar, men är tydligt större och har en kraftigare näbb. Till skillnad från bofinken är de också enhetligt gråblå i fjäderdräkten, därav namnet, och honan har svagare tecknat vingband.
Grancanariablåfinken är generellt mindre än teneriffablåfinken, de vita vingbanden är tydligare markerade och buken är mer vit och mindre blå.

## Ekologi
Fågeln är starkt beroende av kanarietall (Pinus canariensis) mellan 700 och 1800 meter över havet med en hög andel av kvastginsten Chamaecytisus proliferus i undervegetationen. Den påträffas födosökande utanför tallskogarna endast vid kraftigt oväder. Arten häckar från april till början av augusti och lägger två ägg.

## Status
2016 uppskattades världspopulationen till endast 430 vuxna individer och dessutom i ett fragmenterat utbredningsområde. 2007 inträffade en skogsbrand som halverade kärnpopulationen, men redan 2011 var den tillbaka på samma nivå som innan och har ökat sedan dess. IUCN kategoriserar den som starkt hotad.

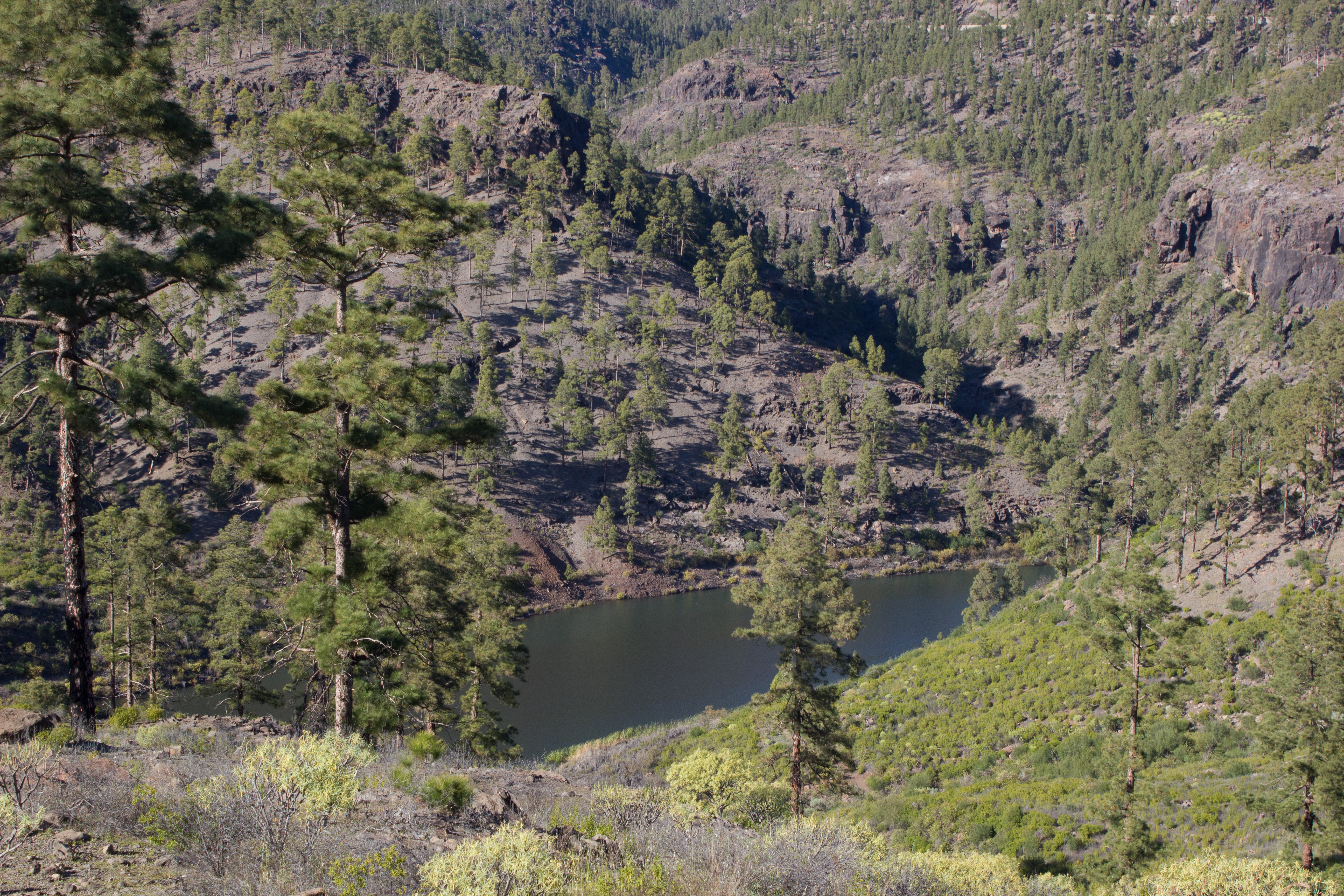
Tallskog i Reserva Natural Integral de Inagua-Ojeda-Pajonales, kärnområdet för grancanariablåfinken.
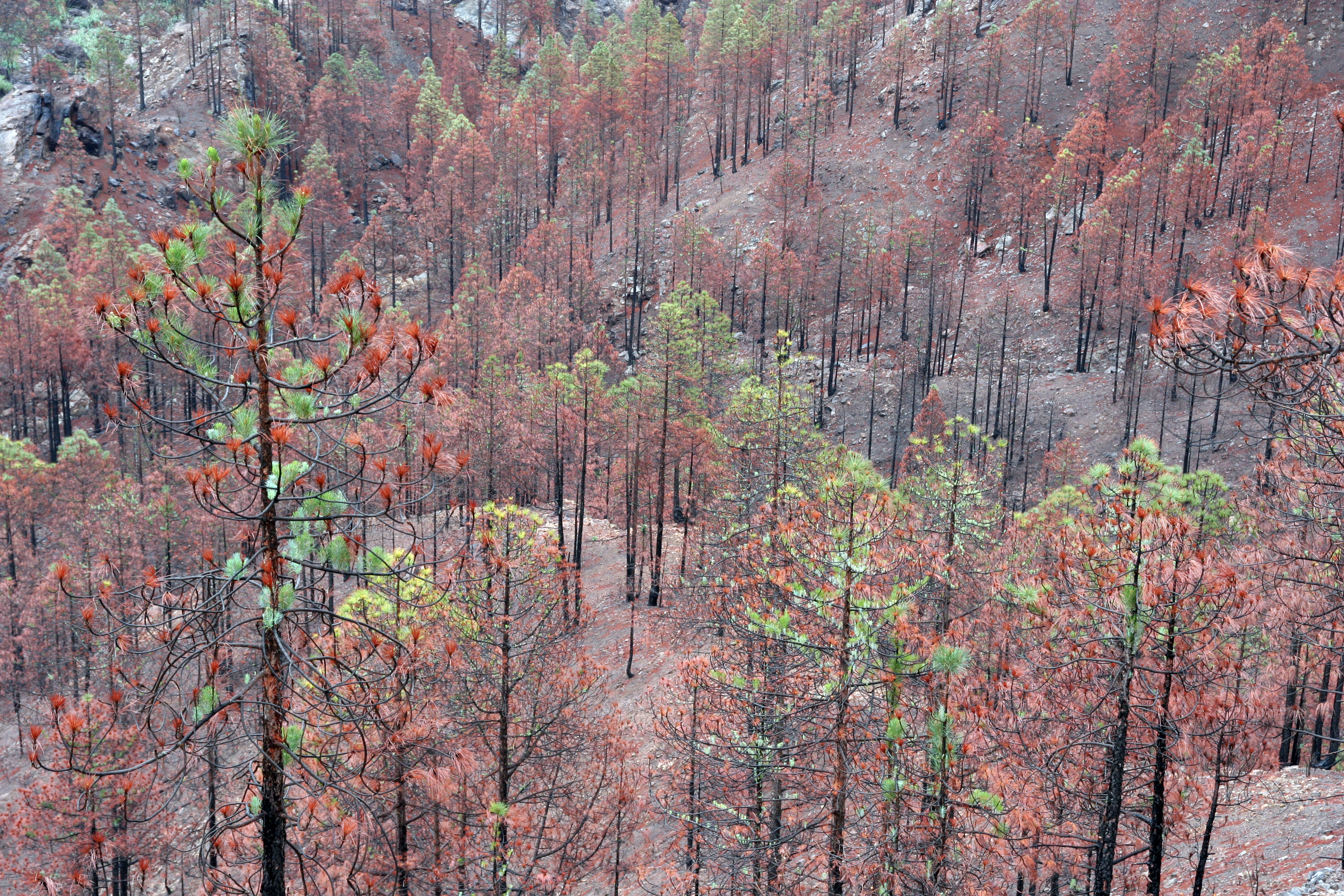
Skog som återhämtar sig efter den stora skogsbranden 2007 som halverade beståndet av grancanariablåfinken i kärnområdet.

## Namn
Fågelns vetenskapliga artnamn hedrar Johann Polatzek (1839-1927), österrikisk kapten och ornitolog verksam som samlare av specimen i Kanarieöarna 1902-1905.